# Ischnopsis angustella
Ischnopsis angustella är en fjärilsart som beskrevs av Walsingham 1881. Ischnopsis angustella ingår i släktet Ischnopsis och familjen säckmalar. Inga underarter finns listade i Catalogue of Life.